# 衡父
衡父（?—?），是赵国的祖先，是颛顼、伯益的后代，周成王的大臣宅皋狼孟增的儿子，周穆王的大臣造父的父亲。